# لويس دي جونجورا
لويس دي جونجورا إي أرجوتي (بالإسبانية: Luis de Góngora y Argote)‏ شاعر وكاتب مسرحي إسباني، ولد في قرطبة في 11 يوليو عام 1561. ينتمي جونجورا إلى العصر الذهبي الإسباني، واشتهر كرائد في التيار الأدبي الذي عرف فيما بعد بـ التقعرية أو الكلوترانيسمو أو الجونجوريسمو. تم الاحتذاء بأعماله في القرن السادس والسابع عشر حتى القرون اللاحقة في أوروبا وأمريكا اللاتينية. ولكون أعماله تنتمي إلى الكلاسيكية اللاتينية، أصبحت موضعا للتفسير والتأويل ومثار اهتمام الباحثين في العصر ذاته. توفي في قرطبة في 23 مايو عام 1627.

## سيرته الذاتية
ولد لويس دي جونجورا وترعرع في الشارع القديم من لاس باباس في منزل عمه فرانثيسكو جونجورا الذي كان مسؤولا في الكتدرائية عن توزيع الصدقات على أبناء الشعب، وكانت الكتدرائية تقع في المبنى رقم 10 في الشارع نفسه، رغم بعض الشكوك المستمرة حول هذه المعلومات. وكان جونجورا نجلاً لدون فرانثيسكو دي أرغوتيه، وهو قاضي مختص في قضايا البضائع المصادرة في المكتب المقدس في قرطبة، ووالدته هي السيدة النبيلة ليونور جونجورا.
درس في جامعة سلامنكا حيث جذب الانتباه إليه في ذلك الوقت بسبب اهتمامه بالشعر، بدأ دراسته الدينية عام 1575 في كاتيدرائية قرطبة، وقد وبّخه الأسقف باسيو لقلة حضوره لجوقة المرتلين ولثرثرته في الكلام معه، كذلك لحضوره الملاهي المدنسة ولتأليفه أبياتاً هجائية. ومنذ عام 1589 شارك جونجورا بالسفر للمشاركة في لجان متعددة لمجمع الرهبان في نافارا، ليون (سالامانكا)، أندلسية، قشتالة، مدريد، غرناطة، خاين، قونكة، وطليطلة. ألّف حينئذ العديد من السونيتات وقصائد الرومانس، وقصائد ليترييا هجائية وغنائية، وبحث عنه موسيقيون مثل: دييغو غوميز وغابرييل دياز وكلاوديو دي سابلونارا لتلحين قصائده.
خلال إقامته في البلاط الملكي في بلد الوليد وقع خلاف بينه وبين كيفيدو الذي اتهمّه بتقليد شعره الساخر تحت اسم مستعار. في عام 1609 عاد إلى قرطبة حيث كثّف جهوده في نظم الشعر البرّوكي. ونظم بين عامي 1610 و1611 قصيدة حول استرداد لاراتشيه Oda a la toma de Larache، وفي عام 1613 ألّف بوليفيموس Polifemo، وهي قصيدة بمقاطع شعرية ثُمانيّة المقاطع، توظّف الميثولوجية لتعيد صياغة بعض مؤلفات أوفيديوس ناسو، وهو موضوع كان قد تطرق إليه كاتب معاصر له وهو لويس كاريو إي سوتوماريو في قصيدته «أسطورة أثيس وغالاتية» Fábula de Acis y Galatea. وفي العام نفسه روّج لقصيدته الطموحة في البلاط الملكي والمعنونة «الخلوات» Soledades، وقد أثارت هذه القصيدة جدلاً كبيراً بسبب ظلاميتها وتأثيرها السلبي، وحشدت كثيراً من مريديها الذين سُمّوا بالشعراء التقعريين من أمثال: سلفادور جاسينتو بوبو دي ميدينا، الراهب أورتنسيو فيليكس بارابيثينو، فرانثيسكو دي تريو إي فيغيروا، غابرييل بوكانغيل، الكونت دي بياميذيانا، الراهبة خوانا إينيس دي لا كروث، بيدرو سوتو دي روخاس، ميغيل كولودريرو دي فيلالوبوس، أناستاسيو بانطاليون دي ريبيرا... بالإضافة إلى حشد أعداء لها من الشعراء اللوذعانيين مثل فرانثيسكو دي كيفيدو، أو من الشعراء الكلاسيكيين، مثل: لوبي دي فيغا ولوبيرثيو ليوناردو دي أرخينسولا وبارتولومي ليوناردو دي أرخينسولا. ومع ذلك، انضم بعضهم مع مرور الوقت إلى جيش مناصريه مثل خوان دي خاوريغي.
هذا وقد احتلت شخصية جونجورا مكانة مرموقة لدرجة أن عيّنه فيليب الثالث ملك إسبانيا كاهن الكنيسة الملكي عام 1617. عاش في البلاط الملكي حتى عام 1626، ولكنه قضى على سمعته وهو يحاول تثبيت منصبه أو دعم أفراد عائلته بوظائف فيها. وفي العام التالي فقد ذاكرته ومضى إلى قرطبة، حيث توفي هناك إثر سكتة دماغية وهو في قمة فقره.
رسمه دييغو فيلاثكيث بجبهة واسعة، ووصفه فرانثيسكو دي كيفيدو كشخص بشوش واجتماعي وثرثار ومحب للترفه، مثل الانخراط في التسلية بأوراق اللعب ومصارعة الثيران، لدرجة أنه نقده لقلة اهتمامه بالشؤون الكنسيّة.
وبالرغم من أنه كان في وقت من الأوقات سيد الهجاء إلّا أنه قد فشل في الوصول إلى مهارة كيفيدو التعبيرية، أو مؤلفات خوان دي تاسيس إي بيرالتا، كونت دي بياميذيانا الثاني، والذي كان صديقا مقرباً له ومن أفضل تلاميذه في الشعر.
اعتاد القرّاء على فترتين في قصائد جونجورا، تمتاز الفترة الأولى وهي الفترة التقليدية في استخدام البحور الشعرية القصيرة والمواضيع الخفيفة، فقد استخدم جونجورا المقطع الشعري العشري، وقصائد الرومانس، واللتريات وغيرها... وقد استمرت هذه الفترة حتى عام 1610، تغيّر بعدها جونجورا بشكل كبير ليصبح شاعراً تقعرياً من خلال استخدام الاستعارات الصعبة والتلميحات الأسطورية والألفاظ المثقفة جداً وأسلوب التقديم والتأخير لخدمة الوزن الشعري وغيرها... ووضح داماسو ألونسو أن هذه الصعوبات كانت موجودة في الفترة الأولى فقط، أما الفترة الثانية فهي عبارة عن تكثيف لهذه الأساليب ليصل إلى أقصى تعبيراته الجمالية في أشعاره.

## أعماله
على الرغم من أن جونجورا لم ينشر أعماله (له محاولة فاشلة في النشر عام 1623) لكنها انتقلت من يد إلى يد في نسخ مخطوطات جُمعت في مجموعات قصائدية أو قصائد رومانس أو مقتطفات نشرت بإذنه أو بدونها. أكثر مخطوطة نشرت بإذنه هي مخطوطة تشاكون، نسبة لناسخها أنطونيو تشاكون، سيد منطقة بولفورانكا ونُسخت للكونت دوق دي اوليفايس. تحتوي المخطوطة على توضيحات كتبها جونجورا بنفسه والتسلسل الزمني لتأليف كل قصيدة. في العام نفسه من وفاته نشر خوان لوبيز فيكوينا «أبيات من هوميرو الإسبانية» وكان لها أهمية خاصة في تثبيت مضمون النص الجونجوراني؛ جمعتها محاكم التفتيش إلى أن أطلق سراحها جونزالو دي وثيس عام 1633. وقد حظيت أعمال جونجورا، مثل بعض من سبقه من الكتاب من أمثال لخوان دي مينا وغارثيلاسو دي لا فيغا- حظيت بشروحات وعقّب عليها كتّاب من أمثال: دياث دي ريباس، بليسر، سالثيدو كورونيل، سالاثار ماردونس، بيدرو دي فالنسيا وآخرون...
يغلب على أعماله الأولى ملامح الحركة اللوذعانية الباروكية، غير أن جونجورا لم يكن راضياً عن نفسه فـ (كان يقول: «الضريبة الأكبر لأعمالي هي أنا»). وقرر المحاولة - حسب كلماته - «فعل شيئاً لن يكون لكثير من الناس» لتكثيف البلاغة والاقتداء بالشعر اللاتيني الكلاسيكيّ بإدخال العديد من الألفاظ النقيلة وبناء الجملة استناداً على التقديم والتأخير والتماثل، وكان يهتم جداً بموسيقى البيات الشعرية التي بدت كأنها موسيقى حقيقية، كان جونجورا ناظم لوحات موسيقيّة حقيقي، وقد تأثر بفلسفة إيبقور فملأ أبياته الشعرية بتفاصيل حسّية من صوت ولون وملمس. وعلاوةً على ذلك أظهر داماسو ألونسو أستعماله للمواربة والتعريض، فبدت قصائده الأخيرة القصيرة والطويلة تماريناً تختبر العقول المستيقظة والعلمية وكنوع من الألغاز أو كشعارات فكرية تشعر المرء بالسعادة وهو يفك رموزها. هذه هي الجمالية الباروكية التي سُميّت تكريماً له بجونجورية أو الكولتيرانيسمو، وهي كلمة صيغت في الأصل للتحقير من كلمتي مثقف ولوثرية لأن المعارضين اعتبروه شعرا تقعرياً أشبه ما يكون بهرطقة شعرية.
ميّزت الأعمال النقدية منذ عصر مارثيلينو مينينديث أي بيلايو عهدين أو نهجين في مؤلف جونجورا «أمير النور»، التي كتبها في مراحله الشعرية الأولى، حين كان يكتب قصائد رومانس وليتريات بسيطة حتى عصر الحركة الكلاسيكية الحديثة بعدها كتب «أمير الظلام» ابتداءً من عام 1610، والتي تضم منظومة شعرية حول استرداد لاراتشيه، وهي من القصائد الظلامية غير المفهومة. وحتى عصر الحركة الرومانسية، كان هذا الجزء من عمله مُنتقداً بقساوة وأخضعها إغناثيو دي لوثان للرقابة، إلى أن جاء داماسو ألونسو وأظهر التعقيد والغموض الموجود بالفعل حتى في أول مراحله، ونتيجة للتطوّر الطبيعي وصل إلى الجرأة المتطرفة التي انتُقِد بها. وفي قصائد الرومانس كما في «أسطورة بيرامو وتيسبي»، وفي بعض اللتريات يظهر تلاعب في الكلمات والمفاهيم وتلميحات وتراكيب لاتينية، تجدها جميعاً مقنّعة بالإيجاز في أبياته الشعرية وفي موسيقيّته وإيقاعه وفي استخدامه لأساليب ومواضيع تقليدية.

## قصائده
عادةً يتم تجميع شعره في مجموعتين: قصائد رئيسية وأخرى ثانوية، تنتمي لمرحلتين شعريتين متعاقبتين. فقد ألّف جونجورا في شبابه العديد من قصائد الرومانس استلهمها من الأدب مثل قصيدة الرومانس أنخيليكا وميدورو، أو من قصص الأسرى، أو من مواضيع القراصنة، أو من نفسه الشخصيّ وبعضها يحمل طابع السيرة الذاتية التي تروي ذكريات طفولته، وألّف أيضاً العديد من القصائد الغنائية والهجائية وقصائد الرومانس الساخرة. ويغلب على أسلوبها التلاعبات اللوذعانيّة والتشبيهات البديعية والجناس والغلو والتلاعب الباروكي بالألفاظ، مثال عليها قصيدة الرومانس الطويلة «أسطورة دي بيرامو وتيسبي» عام 1618، وهي قصيدة معقدة جداً كلّفت مؤلفها جهداً كبيراً، وحاول خلالها تطوير المحاكاة الساخرة بمعالجة البروكيّة. معظم ليتريات جونجورا، كانت على شاكلة ما قدمه كيفيدو، تسخر من السيدات المتطلبات وتهاجم حبّ الثروة. ويجدر الإشارة إلى الأعملا الشعرية الهجائية التي تنقد بعض الكتّاب خصوصاً كيفيدو ولوبي دي فيقا.
إلى جانب هذه القصائد، لم يتخلّى جونجورا طوال حياته عن كتابة السونيتات في جلّ المواضيع مثل: العشق، الهجاء، الأخلاق، الفلسفة، الدّين، الظّروف، الجدل، المديح والجنائز. استعرض فيها الشاعر قدراته اللفظيّة الأصيلة والمستقلّة. وكشف الشاعر القرطبيّ عن العديد من إمكاناته التّعبيريّة التي كان يستخدمها في صياغة أعماله كانت مقدمة لأعمال مستقبليّة، من أشهرها: التّائه والعليل والمغترب، التي قدّمت لقصيدة الخلوة. ومن الأمثلة على الموضوعات الشهيرة لديه تبرز مواضيع شاعت في عصره مثل (اغتنام اليوم وغيرها...). ومع ذلك كتب جونجورا أعمالاً ذات طابع مأساويّ عن ويلات الشيخوخة والفقر، وكانت هذه الأعمال هي آخر ما كتبها.
تسببت قصائده الرئيسية بإحداث ثورة أدبية تقعريّة، وغموض كبير في الأبيات الشعريّة، مثل: أسطورة «بوليفيموس وغالاتية» عام 1612، وقصيدة «الخلوة» غير المكتملة وغير المفهومة (نُظمت الأولى قبل شهر أيار عام 1613)، وتروي الأولى من خلال الوزن الشعري ثُمانيّ المقاطع مشهد أسطوري حول تحوُّلات ببليوس أوفيديوس ناسو وعشق السيكلوب بوليفيموس للحورية غالاتيه التي ترفضه، وفي نهاية القصة يتحول أثيس، عاشق غالاتيه، إلى نهر. يُلاحظ في هذه الأعمال وجود الأسلوب التقعريّ المعقد والصعب المليء بالتشابيه والتبديلات والكناية عن المجاز أو الاستعارات النقيّة، والتقديم والتّأخير والتّورية والتقلُّبات اللّاتينيّة وألفاظ النقل، والتعريض والمواربة، حيث لجأ إلى التعريض والتلميح وليس إلى ذكر الأشياء بأسمائها ثم كان يأخذ بالتوسّع في تعابيره بحيث يبدأ المعنى بالتوضّح.

## قصيدة الخلوة
قصيدة الخلوة Las Soledades هي قصيدة نُظمت على وزن السِلفا (بمقاطع شعريّة إحدى عشريّة أو سُباعيّة)، مقسّمة إلى أربعة أجزاء، وتتبع بفنتازيا كل مرحلة من مراحل الحياة، وتحمل المسميات التالية «خلوة الحقول»، «خلوة السياف»، «خلوة الغابات»، و«خلوة البرية». ونظمها جونجورا كهدية لدوق دي بيخار. ولم ينهِ الخلوة الأخيرة التي أُضيف أليها 43 بيتاً لاحقاً. المقطع الشعري المستخدم فيها لم يكن جديداً ولكنه طُبّق للمرة الأولى في قصيدة طويلة جداً. ونظمها الشاعر بشكل مقسّم إلى فقرات شعرية، ليعطي مزيداً من الحرية للشاعر وبهذه الطريقة اقترب أكثر فأكثر من الشعرالحر وقدّم تطوراً في اللغة الشعرية وصلت لاحقاً إلى شعراء البرناسي والرمزية الفرنسية في القرن التاسع عشر.
مضمون «الخلوة الأولى» غير متفق عليه رغم أنها مستوحاة من أحد مشاهد الأوديسة، وهو مشهد ناوسيكا (شاب يغرق ويصل إلى الساحل ويستضيفه رعاة الماعز). غير أن هذا المضمون هو حجة لوصف الجنون الحقيقي، فقد أشار داماسو ألونسو أن القصيدة غنائية أكثر منها روائية، على الرغم من الدراسات الأخيرة التي بيّنت أهميتها السردية. عرض جونجورا الطبيعة المثالية في قصيدته، حيث كل شيء مقدّم بصورة مثالية رائعة، وحيث يمكن أن يكون المرء سعيداً، ليظهر الأسلوب الماديّ والإبيقوري للشاعر حيث يحاول إشباع الرغبات المادية وليس فقط الروحانية.
تسببت قصيدة الخلوة بحدوث فضيحة كبيرة لجونجورا؛ بسبب جرأته الجمالية وتعبيره الثقافي المُتقن. وهاجم القصيدة كل من فرانثيسكو دي كيفيدو ولوبي دي بيغا والكونت ساليناس وخوان دي ياوريغوي (الذي ألّف ضدها قصيدة تدعى «الترياق» Antídoto «النموذج» الشعري ضد قصيدة الخلوة لجونجورا، ولكن أنتهى به المطاف في اعتناق أسلوب أدبي مشابه)، ونقدها كثير من عباقرة الأدب الأخرين. في الوقت نفسه كان لديه العديد من الأنصار والمدافعين، مثل: فرانثيسكو فرنانديز دي كوردوبا، الأباتي روت، الكونت دي بياميذيانا، غابرييل بوكانغيل، ميغيل كولودريرو دي فيلالوبوس، ومن شعراء ما وراء الأطلسي، خوان دي اسبينوزا ميدرانو، هيرناندو دومينغيز كامارغو والراهبة خوانا إينيس دي لا كروث. وقد أغنت هذه القصيدة الشعر القشتالي المُغنّى بمصطلحات جديدة وأدوات تعبيريّة قوية.
تستحق قصائد جونجورا التكريم بالتعقيب عليها بعد فترة وجيزة من وفاته. وكان من أهم المعقبين عليها خوسيه غارسيا دي سالسيدو كورونيل وهو مؤلف نسخة قدّم من خلالها شروحات في ثلاث مجلدات خلال الأعوام (1629- 1648) وخوسيه بليسر أسو الذي ألّف «الدروس الجليلة لأعمال دون لويس دي جونجورا وأرغوتيه» عام 1630 وأيضاً كرستوبال دي سالبار ماردونيس، مؤلف كتاب «التوضيح والدّفاع عن الأسطورة دي بيرامو وتسبي» (مدريد، 1636). مع ذلك، وفي القرنين الثامن عشر والتاسع عشر، أبدى تأثره ضد هذه الباروكية المفرطة في استخدامه لأول مرة هذا الأسلوب في مواضيع متدنيّة وهزليّة كما فعل أوغستين دي سالازار.

## المسرح
ألّف لويس دي جونجورا أيضا ثلاث مقطوعات مسرحية، «ثوابت إيزابيلا» Las firmezas de Isabela 1613، و«الكوميديا في فن الصيد» Comedia venatoria، و«الطبيب كارلينو» El doctor Carlino، التي لم ينهها وقام أنطونيو دي سوليس بإعادة صياغتها لاحقاً.

## الإصدارات الحديثة
يوجد العديد من الإصدارات الحديثة من أعمال لويس دي جونجورا:
- الأعمال الشعرية لجونجورا Obras poéticas de Góngora للباحث الفرنسي الإسباني ريمون فولتشي ديلبوسكو، عام 1921
- جون ميلي خيمينيز وأخته إليزابيل عام 1943 وإصدارات ودراسات لداماسكو ألونسو (الإصدار الناقد لقصيدة الخلوة las Soledades، 1972؛ واللغة الشعرية لجونجورا La lengua poética de Góngora ، 1935؛ ودراسات وتجارب الجونجورينوس Estudios y ensayos gongorinos ؛ جونجورا وبوليفيموس، 1960، ثلاث مجلدات)
- إصدارات السونيتات الكاملة Sonetos completos لبيروتي كيبليخواسكايتي (مدريد، كاستاليا، 1969)
- إصدارات قصائد الرومانس Romances لأنطونيو كاريينو (مدريد، كاتيدرا، 1982)
- إصدارات قصيدة الخلوة Soledades لجون ر. بيفيرلي (مدريد، كاتيدرا، 1980)
- جميع الإصدارات لروبرت جيمز (مدريد، كاتيدرا)
- إصدارات الأسطورة بوليفيموس وغالاتيه Fábula de Polifemo y Galatea لاليكسندر ا باركر (مدريد، كاتيدرا، 1983)
- (Letrilla) إصدارات لنوع من القصائد الشعرية لروبرت جيمس (مدريد، كاستاليا، 1980)
- إصدارات الأغاني وقصائد أخري من الفن الرفيع Canciones y otros poemas de arte mayor لخويسه ماريا ميكو (مدريد، اسباسا كالبي، 1990)
- إصدارات قصائد الرومانس Romances لأنطونيو كاييرا (برشلونة: كواديرنس كريما، 1998)

## وصلات خارجية
- لويس دي جونجورا على موقع IMDb (الإنجليزية)
- لويس دي جونجورا على موقع الموسوعة البريطانية (الإنجليزية)
- لويس دي جونجورا على موقع الموسوعة البريطانية (الإنجليزية)
- لويس دي جونجورا على موقع ميوزك برينز (الإنجليزية)
- لويس دي جونجورا على موقع إن إن دي بي (الإنجليزية)
- لويس دي جونجورا على موقع ديسكوغز (الإنجليزية)